# 瑪麗亞·沃波爾
瑪麗亞·沃波爾（英語：Maria Walpole，1736年7月10日—1807年8月22日），愛德華·沃波爾的私生女、首相羅伯特·沃波爾的孫女，先後成為瓦德格雷夫伯爵夫人、格洛斯特和愛丁堡公爵夫人。

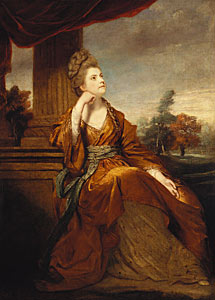

## 家庭
1759年，瑪麗亞和詹姆斯·瓦德格雷夫結婚，兩人共有三個女兒：
1. 伊莉莎白（英语：Elizabeth Waldegrave, Countess Waldegrave）（1760年—1816年），瓦德格雷夫伯爵夫人
2. 夏洛特（英语：Charlotte FitzRoy, Countess of Euston）（1761年—1808年），尤斯頓伯爵夫人
3. 安妮（1762年—1801年），其子霍雷斯·西摩（英语：Horace Seymour）是查爾斯·史賓賽的外祖父

詹姆斯於1763年去世。1766年，瑪麗亞和喬治三世的弟弟威廉·亨利結婚，兩人共有1子2女：
1. 索菲亞（1773年—1844年）
2. 卡羅琳（1774年—1775年），夭折
3. 威廉·腓特烈（1776年—1834年）